# Duttaphrynus beddomii
Il rospo di Beddome (Duttaphrynus beddomii (Günther, 1876)) è un rospo della famiglia dei Bufonidae, endemico dell'India. Il suo nome è un omaggio al naturalista inglese Richard Henry Beddome (1830-1911).

## Distribuzione e habitat
Questa specie è un endemismo dei Ghati occidentali dell'India meridionale.
Popola le aree di foresta tropicale di montagna, in prossimità dei corsi d'acqua, da 1.000 a 1.500 m di altitudine.